# کلبه شوم (مجموعه تلویزیونی)
کلبه شوم یک مجموعه تلویزیونی محصول سال؟ ۱۳۵ می‌باشد که از شبکه پخش شد.

## بازیگران
- صدیقه کیانفر[۲][۳]